# Bell Boeing V-22 Osprey
Bell Boeing V-22 Osprey je americký vojenský víceúčelový konvertoplán s překlopnými rotory se schopností vertikálního vzletu a přistání (VTOL) a krátkého vzletu a přistání (STOL). Je navržen tak, aby kombinoval funkčnost konvenčního vrtulníku s výkonem turbovrtulového letadla na dlouhé vzdálenosti a vysokou rychlostí. V-22 byl vyvinut a vyrábí jej společně firmy Bell Helicopter Textron a Boeing (Boeing Rotorcraft Systems) a je používán americkou námořní pěchotou a letectvem.
Neúspěch operace Eagle Claw (během íránské krize s rukojmími) v roce 1980 podtrhl, že existují vojenské role, pro které se nehodí ani konvenční vrtulníky ani transportní letouny s pevnými nosnými plochami. Ministerstvo obrany Spojených států amerických (DoD) zahájilo program vývoje inovativního dopravního letounu se schopnostmi dálkového, vysokorychlostního a vertikálního vzletu a oficiálně program JVX (Joint-service Vertical take-off/landing Experimental) v roce 1981. Partnerství mezi Bell Helicopter a Boeing Helicopters získalo v roce 1983 kontrakt na vývoj letounu V-22 se sklopným rotorem. V-22 poprvé vzlétl v roce 1989 a začaly testy a změny designu; složitost a potíže spojené s tím, že byl prvním sklopným rotorem pro vojenskou službu, vedly k mnoha letům vývoje.
Námořní pěchota Spojených států (USMC) zahájila výcvik posádek pro MV-22B Osprey v roce 2000 a nasadila je v roce 2007; doplnil a poté nahradil jejich vrtulníky Boeing CH-46 Sea Knight. Americké letectvo (USAF) nasadilo svou verzi, CV-22B, v roce 2009. Od vstupu do služby u námořní pěchoty a letectva byl Osprey nasazen v přepravních a zdravotních operacích nad Irákem, Afghánistánem, Libyí a Kuvajtem. Americké námořnictvo plánovalo od roku 2021 používat CMV-22B na palubě lodi.

## Vývoj
Neúspěch operace Eagle Claw, íránská záchranná mise pro rukojmí, v roce 1980 ukázal americké armádě potřebu „nového typu letadla, které by mohlo nejen vzlétnout a přistát vertikálně, ale také přepravovat bojové jednotky, a to ve větší rychlosti.“ Americké ministerstvo obrany zahájilo program letadel JVX v roce 1981 pod vedením americké armády.
Určujícím posláním námořní pěchoty bylo provádět obojživelné přistání; služba se rychle začala zajímat o program JVX. Vzhledem k tomu, že koncentrovaná síla byla zranitelná jedinou jadernou zbraní, letecká řešení s dobrou rychlostí a dosahem umožňovala rychlé rozptýlení a vrtulníky CH-46 Sea Knight zastarávaly. Sloučení námořní pěchoty a armády bez náhrady bylo přetrvávající hrozbou podobné návrhu prezidenta Trumana po druhé světové válce. Úřad ministra obrany a administrativa námořnictva se proti projektu konvertoplánu postavil, ale tlak Kongresu byl přesvědčivý.
Námořnictvo a námořní pěchota získaly vedení v roce 1983. JVX spojil požadavky námořní pěchoty, letectva, armády a námořnictva. Žádost o návrhy byla vydána v prosinci 1982 pro předběžné projektové práce. Zájem projevily společnosti Aérospatiale, Bell Helicopter, Boeing Vertol, Grumman, Lockheed a Westland. Dodavatelé byli vyzváni, aby vytvořili týmy. Bell se spojil s firmou Boeing Vertol, aby dne 17. února 1983 předložil návrh na zvětšenou verzi prototypu Bell XV-15. Jako jedinému obdrženému návrhu byl 26. dubna 1983 udělen předběžný návrh smlouvy.
První sériový konvertoplán byl dodán 24. května 1999. Do služby typ vstoupil roku 2009. V červnu 2020 byl dodán 400. konvertoplán tohoto typu.

## Konstrukce
V-22 Osprey je konvertoplán uzpůsobený pro vertikální start i přistání (stejně jako vrtulník). Vertikální start i přistání umožňují dva horizontálně překlápěné rotory. Během 12 sekund se mohou natočit až o 90° dopředu a pracují jako u běžného turbovrtulového letounu. Avšak ve srovnání s vrtulníkem stroj dosahuje výrazně delšího doletu. Další významnou výhodou letounu je jeho skladnost. Křídla V-22 lze složit souběžně s trupem a listy obou vrtulí natočit na jednu stranu. Operaci lze provést za pouhých 90 sekund. Pro tyto vlastnosti bývá letoun často ve výbavě letadlových lodí. Ve skleněném kokpitu V-22 jsou umístěny čtyři multifunkční displeje (MFD) a pátý sdílený centrální displej jednotky (CDU). Pilotům se tak dostává množství obrazových informací, včetně digitálních map nebo stavu systému.

## Nehody a incidenty

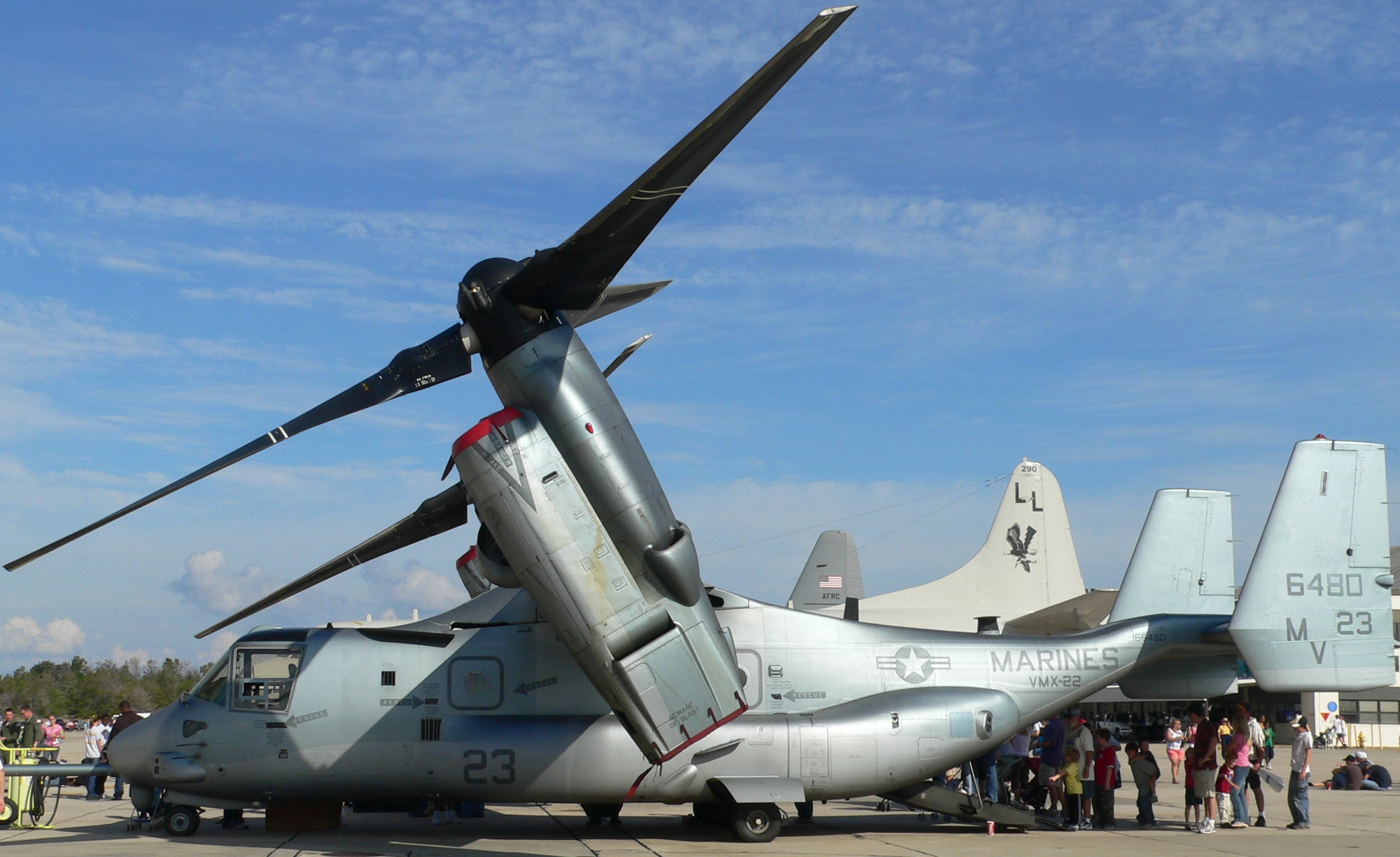
MV-22

V letech 1991 až 2000 byly v průběhu testování zaznamenány čtyři významné srážky a selhání a s tím spojená úmrtí celkem 30 osob. V-22 byl nasazen od roku 2006 a od té doby má sedm dalších pozoruhodných, ale drobných incidentů. Kvůli těmto incidentům nesmí v konvertoplánech cestovat prezident USA, členové vlády a vysocí důstojníci.[chybí lepší zdroj]

## Uživatelé
U.S. Marine Corps a Air Force mají kombinovaná letadla 110 V-22 ve službě od ledna 2012. Nejpoužívanější jsou v U.S. Marine Corps.
 Spojené státy americké
- United States Air Force (USAF) má 13 CV-22 ve službě od ledna 2012.[19]
  - 8th Special Operations Squadron (8 SOS) na Hurlburt Field, Florida
  - 71st Special Operations Squadron (71 SOS) na Kirtland Air Force Base, Nové Mexiko
  - 20th Special Operations Squadron (20 SOS) na Cannon Air Force Base, Nové Mexiko

- United States Marine Corps Aviation (USMC) má 97 MV-22 ve službě od ledna 2012.[19]
  - VMM-161
  - VMM-162
  - VMM-165
  - VMM-166
  - VMM-261
  - VMM-263
  - VMM-264
  - VMM-266
  - VMM-365
  - VMM-561
  - VMMT-204 - výcviková letka
  - VMX-22 - Marine Tiltrotor Operational Test and Evaluation Squadron
  - HMX-1 - Marine Helicopter Squadron One (prezidentská letka), jako součást své týlové a logistické složky[20]

- United States Navy (USN) začalo 44 objednaných CMV-22B zavádět do služby v prosinci 2021.[21]
  - HX-21
  - VRM-30
  - VRM-40
  - VRM-50

 Japonsko
- Japonské pozemní síly sebeobrany - objednáno 17 kusů V-22B Block C, v květnu 2020 dodány první dva letouny [22]

## Varianty
- V-22A – Předsériové kusy vyrobené pro letové zkoušky.
- CV-22B – Verze určená pro speciální operace útvarem USSOCOM. Má prodloužený dolet a vylepšenou avioniku. Nahrazuje vrtulníky MH-53 Pave Low.
- MV-22B – Verze určená pro americkou námořní pěchotu. Nahrazuje vrtulníky CH-46E a CH-53D.
- CMV-22B  – Nákladní verze pro zásobování letadlových lodí amerického námořnictva. Nahrazuje letouny Grumman C-2 Greyhound.[23]
- HV-22 – Plánovaná verze pro záchranné mise. Nebyla objednána.
- SV-22 – Plánovaná protiponorková verze. Nebyla objednána.

## Specifikace (MV-22B)

### Technické údaje
- Posádka: 4 (dva piloti a dva palubní inženýři)[24][25][26][27]
- Kapacita:
  - 24 vojáků (sedících), 32 vojáků (na podlaze), nebo
  - 9 070 kg vnitřní náklad, nebo
  - 6 800 kg externí náklad
- Rozpětí: 14 m
- Průměr rotoru: 11,6 m
- Délka: 17,5 m
- Šířka s rotory: 25,8 m
- Výška: 6,73 m (5,5 u ocasu)
- Nosná plocha: 28 m²
- Plocha rotorů: 212 m²
- Hmotnost prázdného stroje: 15 032 kg
- Vzletová hmotnost: 21 500 kg
- Maximální vzletová hmotnost: 27 400 kg
- Pohonné jednotky: 2× turbohřídelový motor T406/AE 1107C-Liberty, každý o výkonu 4 590 kW)

### Výkony
- Maximální rychlost: 460 km/h na úrovni mořské hladiny, 565 km/h; ve 4 600 m[28]
- Cestovní rychlost: 446 km/h na úrovni mořské hladiny
- Dolet: 1 627 km
- Akční rádius: 685 km
- Přeletový dolet: 1 940 nmi (s přídavnými nádržemi)
- Dostup: 7 925 m
- Stoupavost: 11,8 m/s
- Plošné zatížení rotorů: 102,23 kg/m²

### Výzbroj
- 1× kulomet M240 ráže 7,62 mm (.308 in) nebo M2 Browning ráže 12,7 mm na rampě, vyměnitelný
- 1× minigun GAU-17 ráže 7,62 mm (.308 in) na břiše letounu, zatahovací, dálkově ovládaný přes video

## V-22 Osprey v kultuře
V-22 Osprey se ukázal v několika filmech, včetně kresleného Simpsonovi ve filmu, kde tyto stroje donesly na Springfield skleněnou karanténní ochranu, nebo ve filmu Transformers.

## Galerie

Akční rádius V-22 na mapě Iráku v porovnání s CH-46.
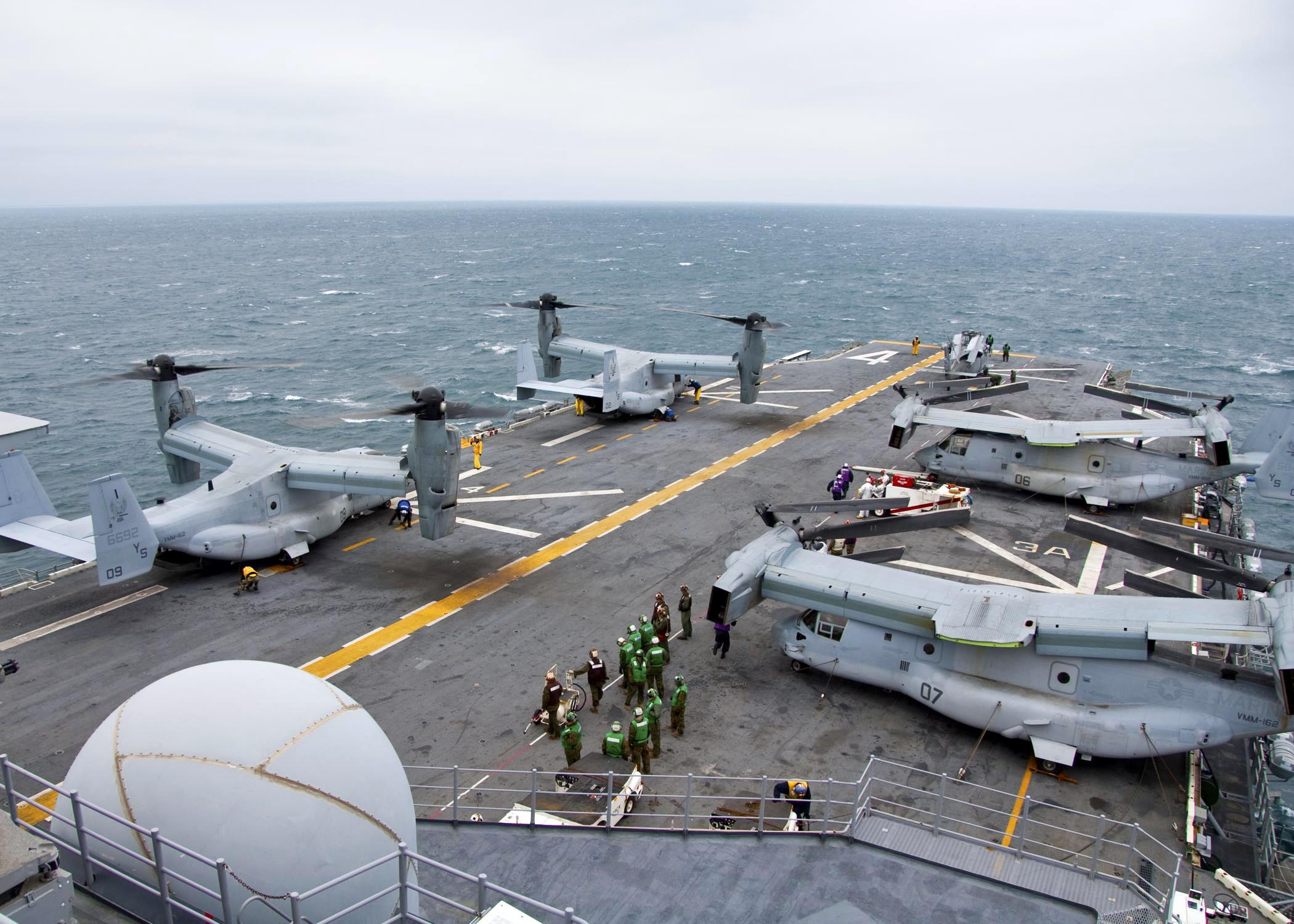
Čtyři V-22 na palubě USS Nassau.
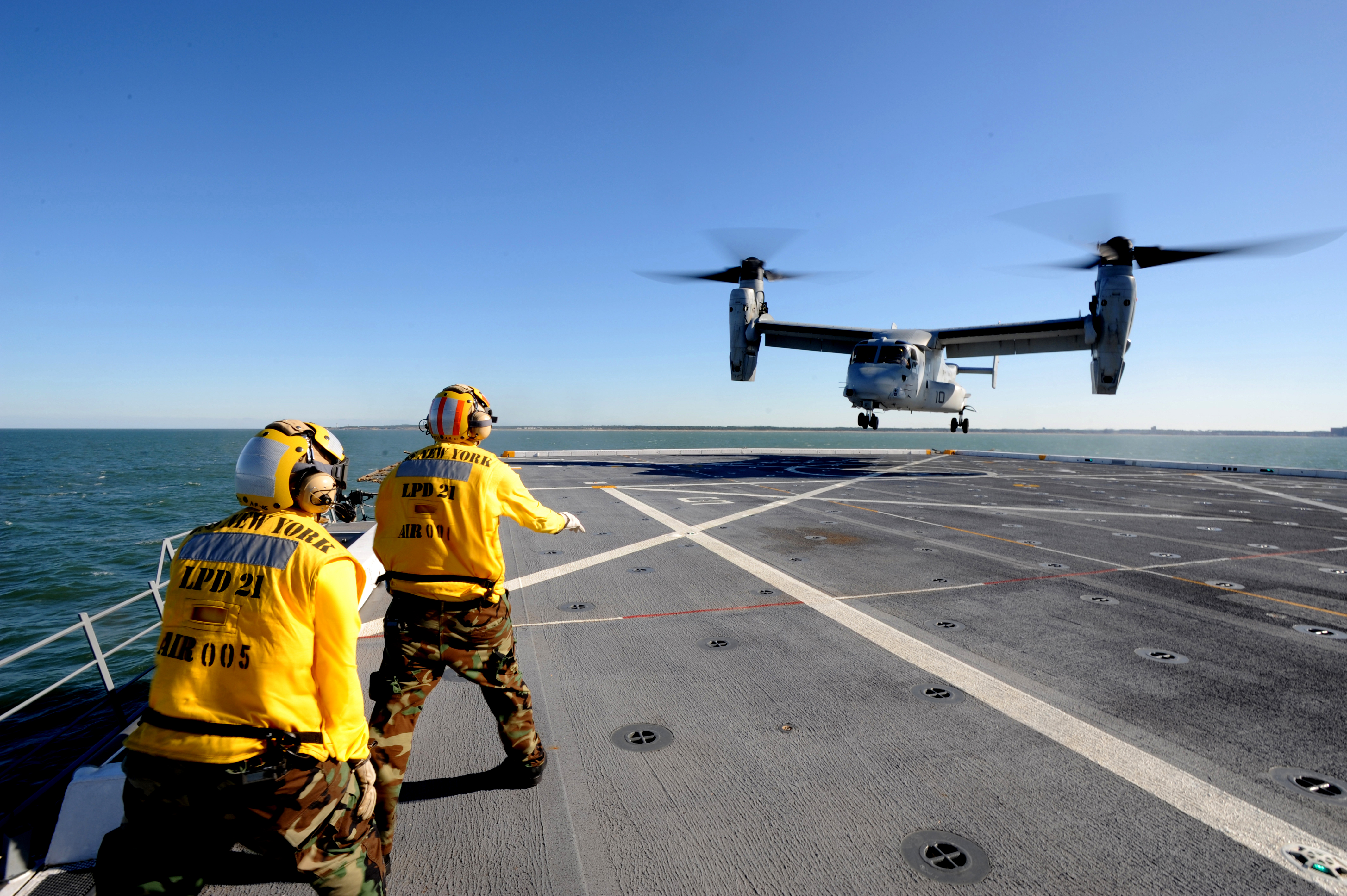
V-22 při přistání na letadlové lodi.
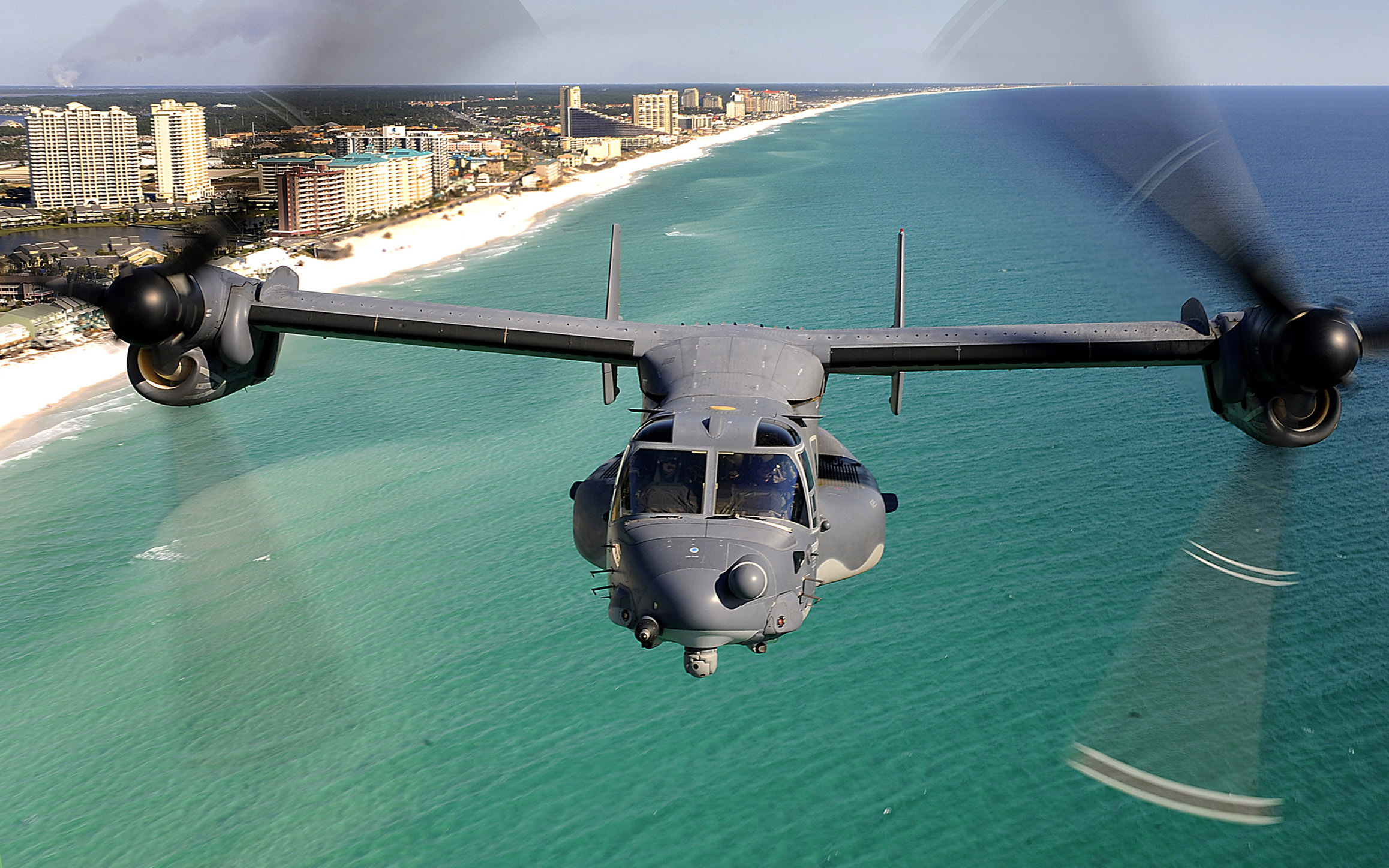
Čelní pohled při plně natočených vrtulích na CV-22.
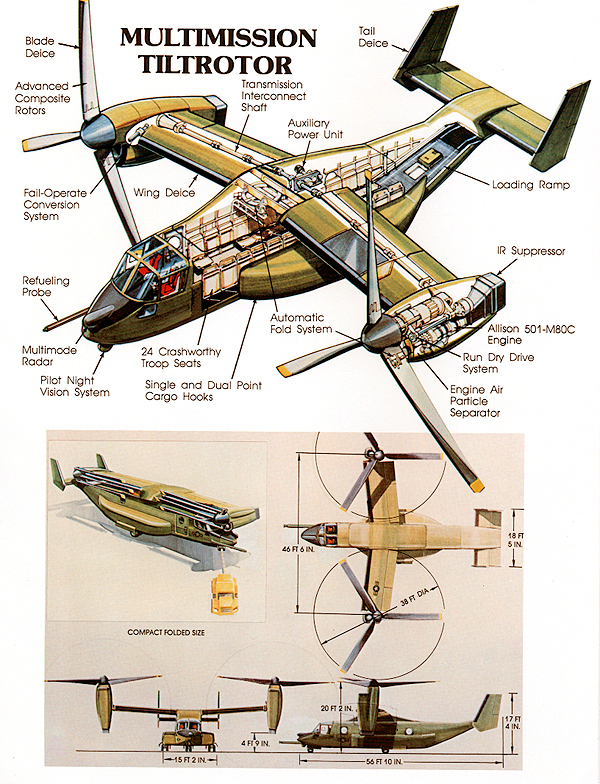
Starší nákres V-22.
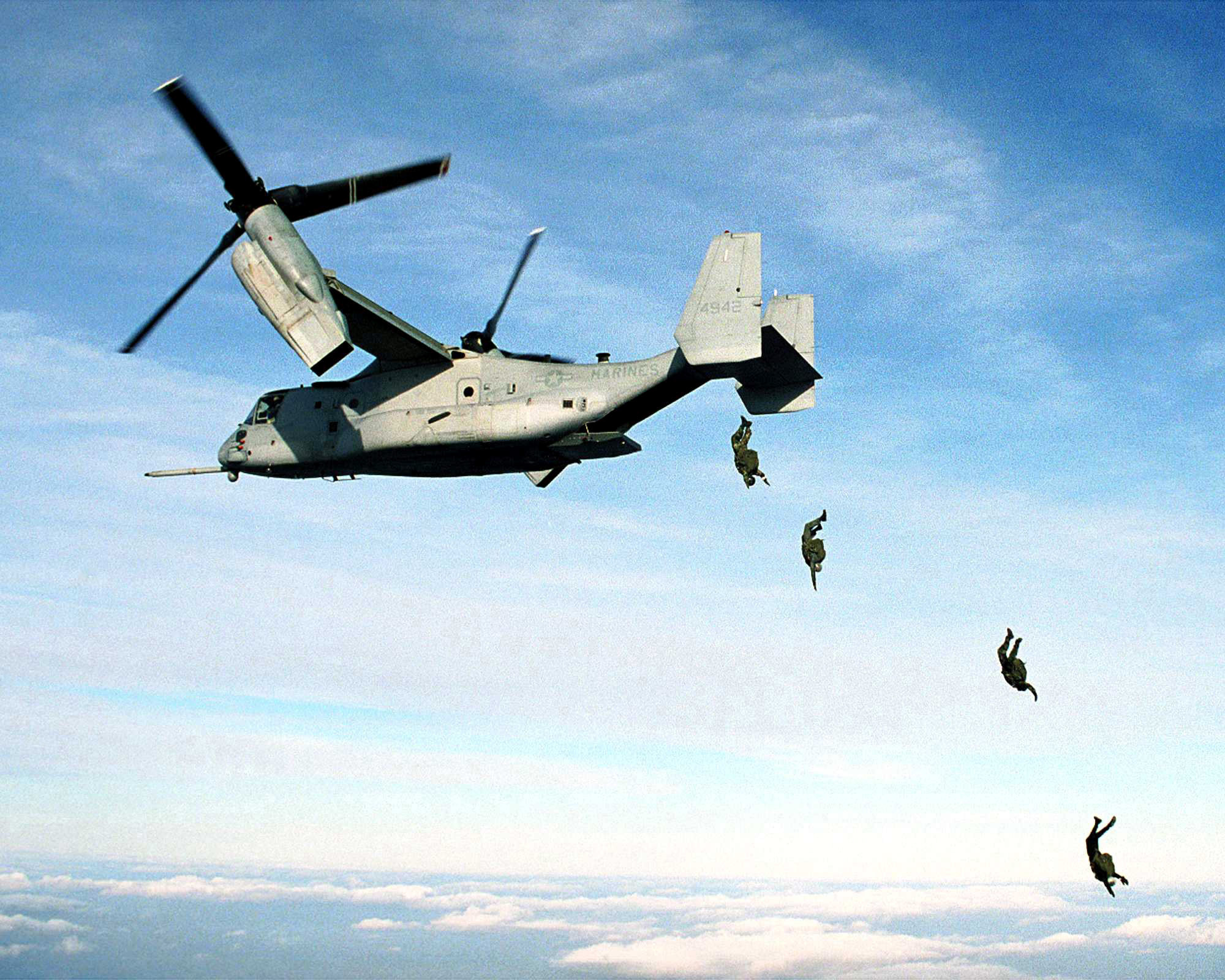
Vojáci skáčou z Ospreye.
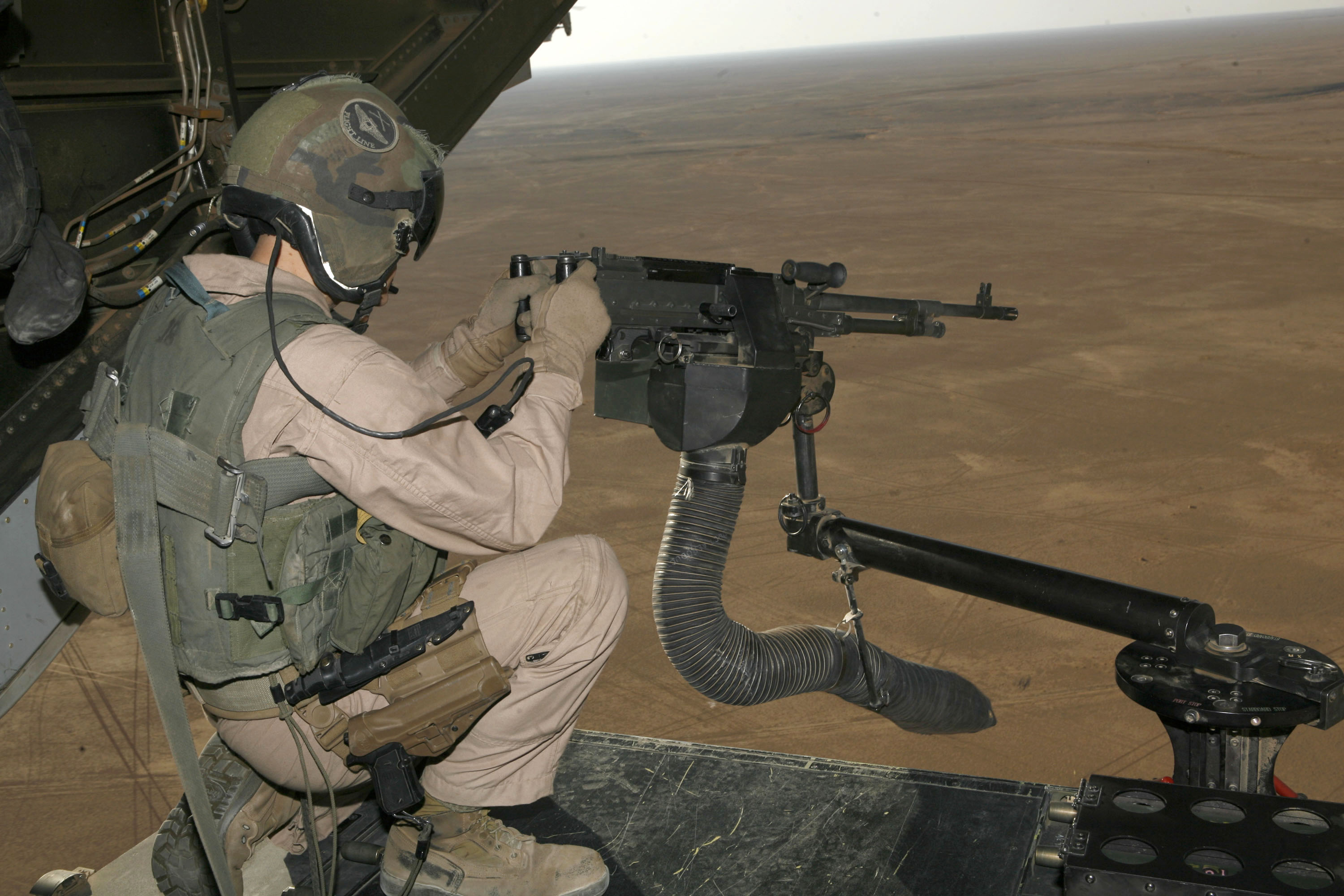
Kulomet M240 na nákladové rampě.
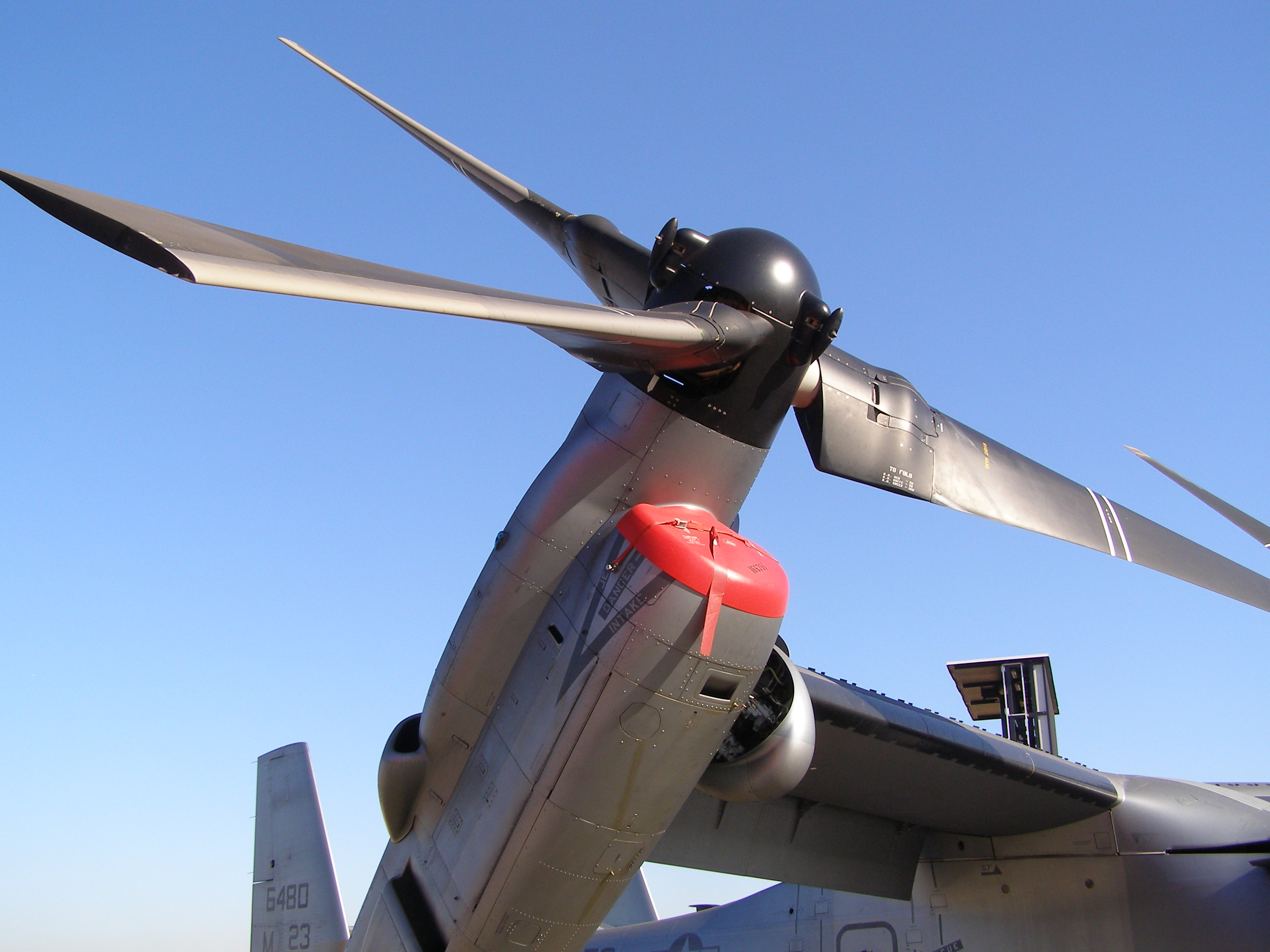
Pohled na rotor a motor u MV-22B.
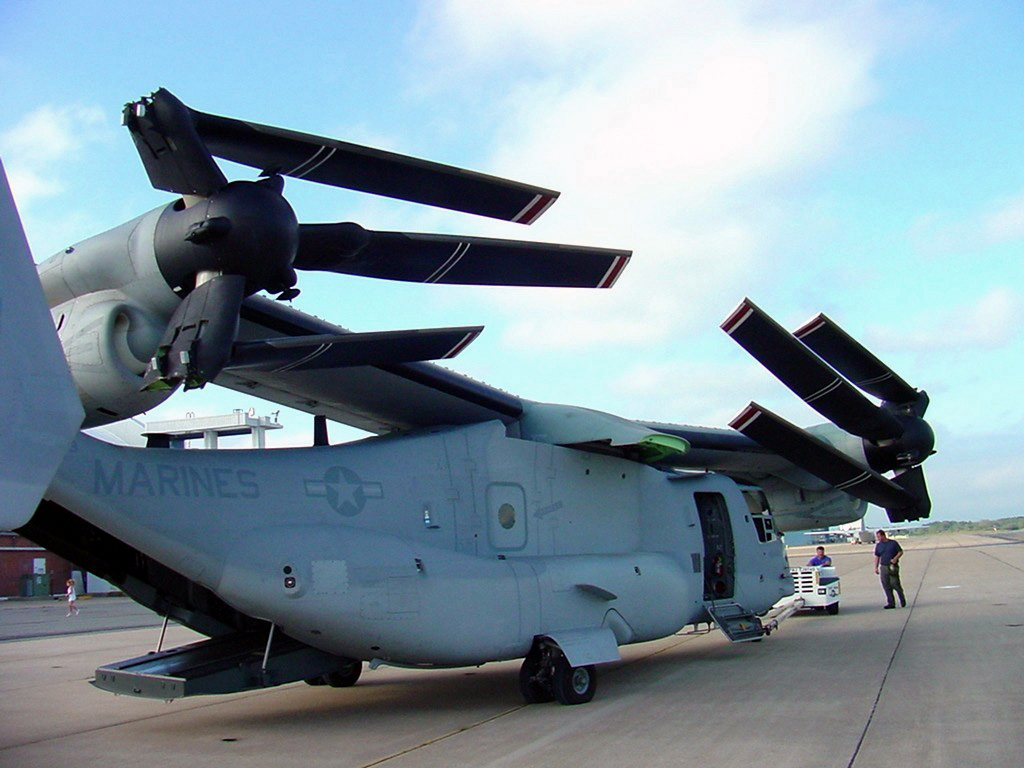
Osprey se složenými křídly a vrtulemi.
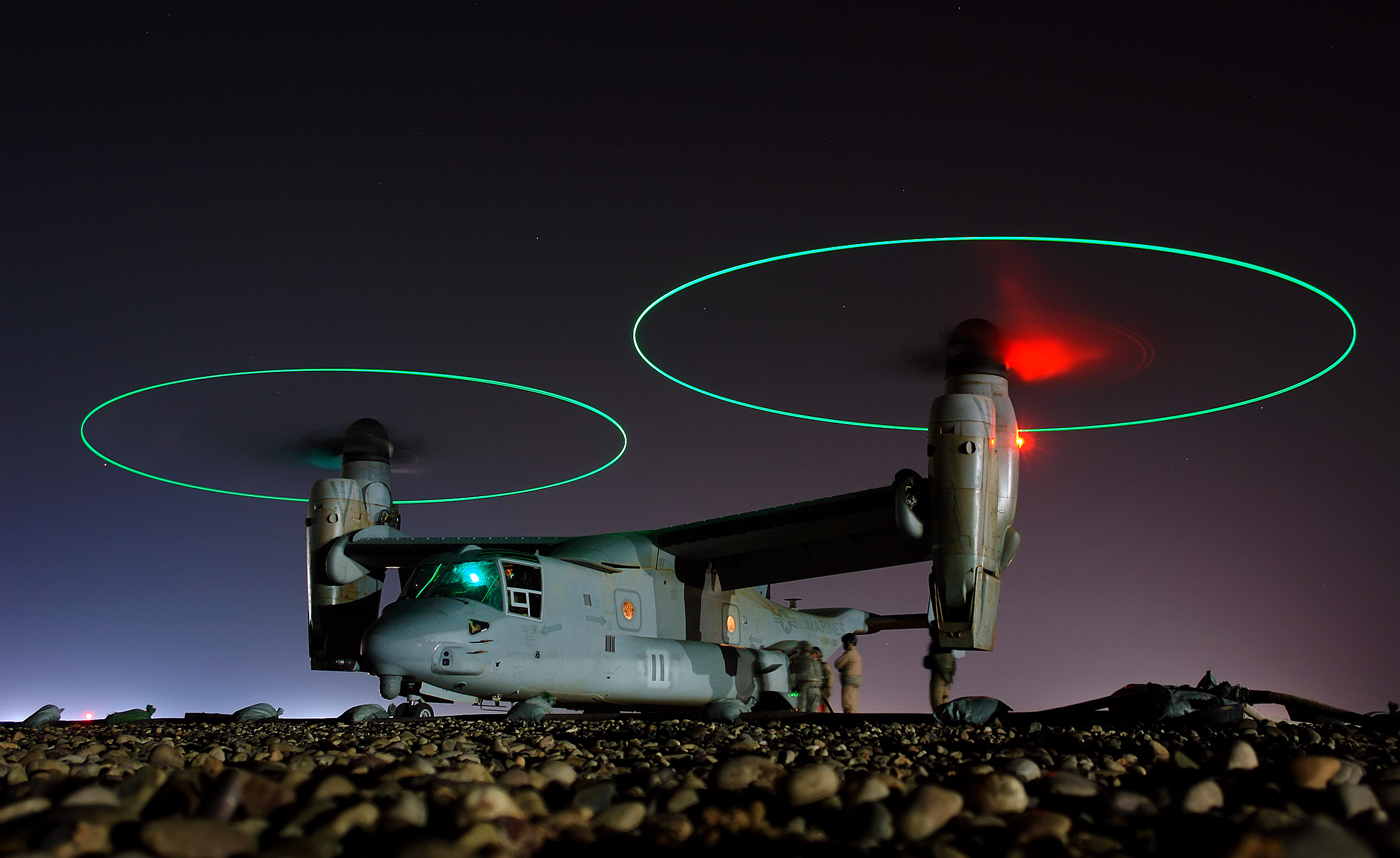
Noční pohled při doplňování paliva.
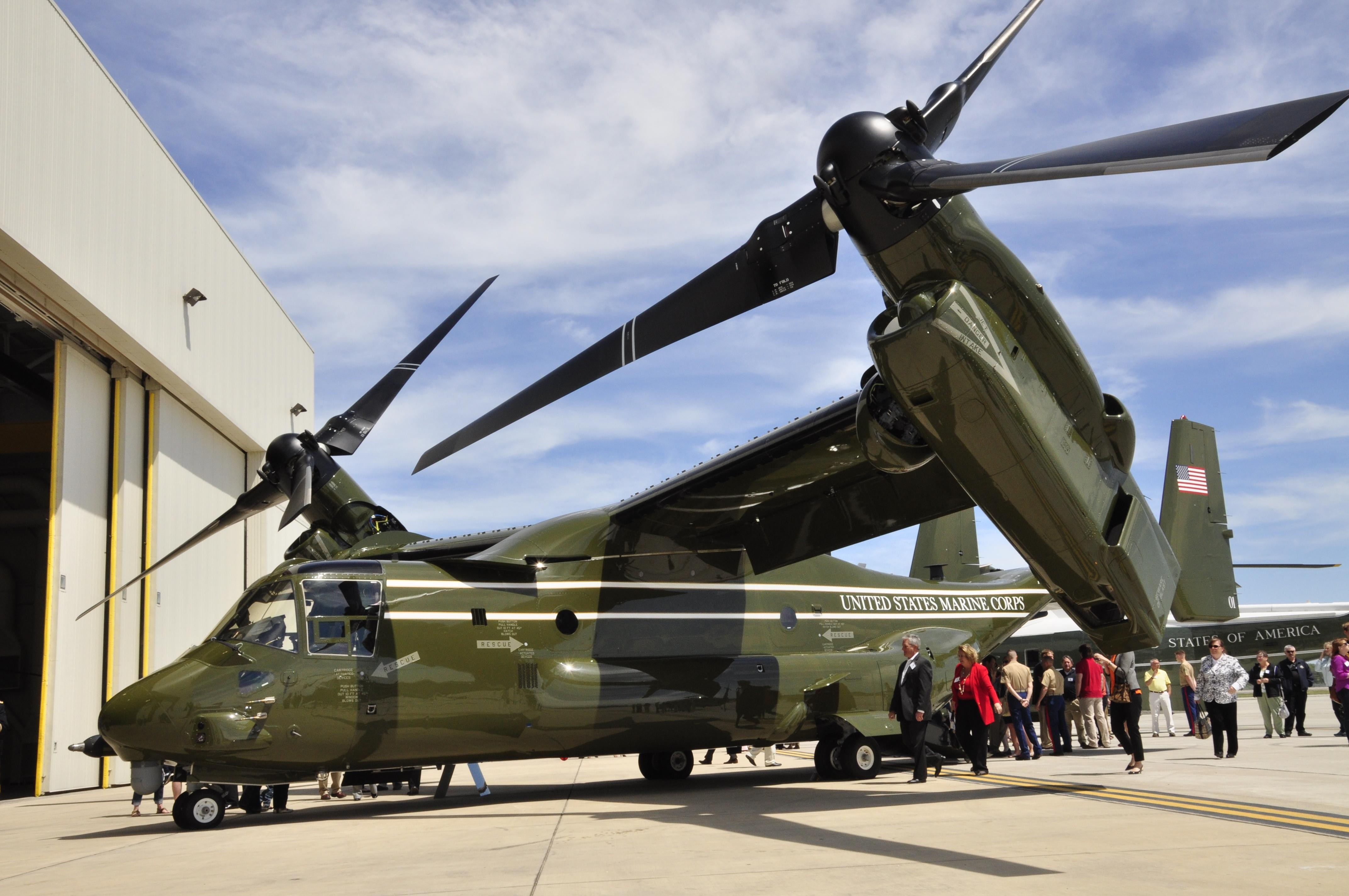
MV-22B peruti HMX-1.
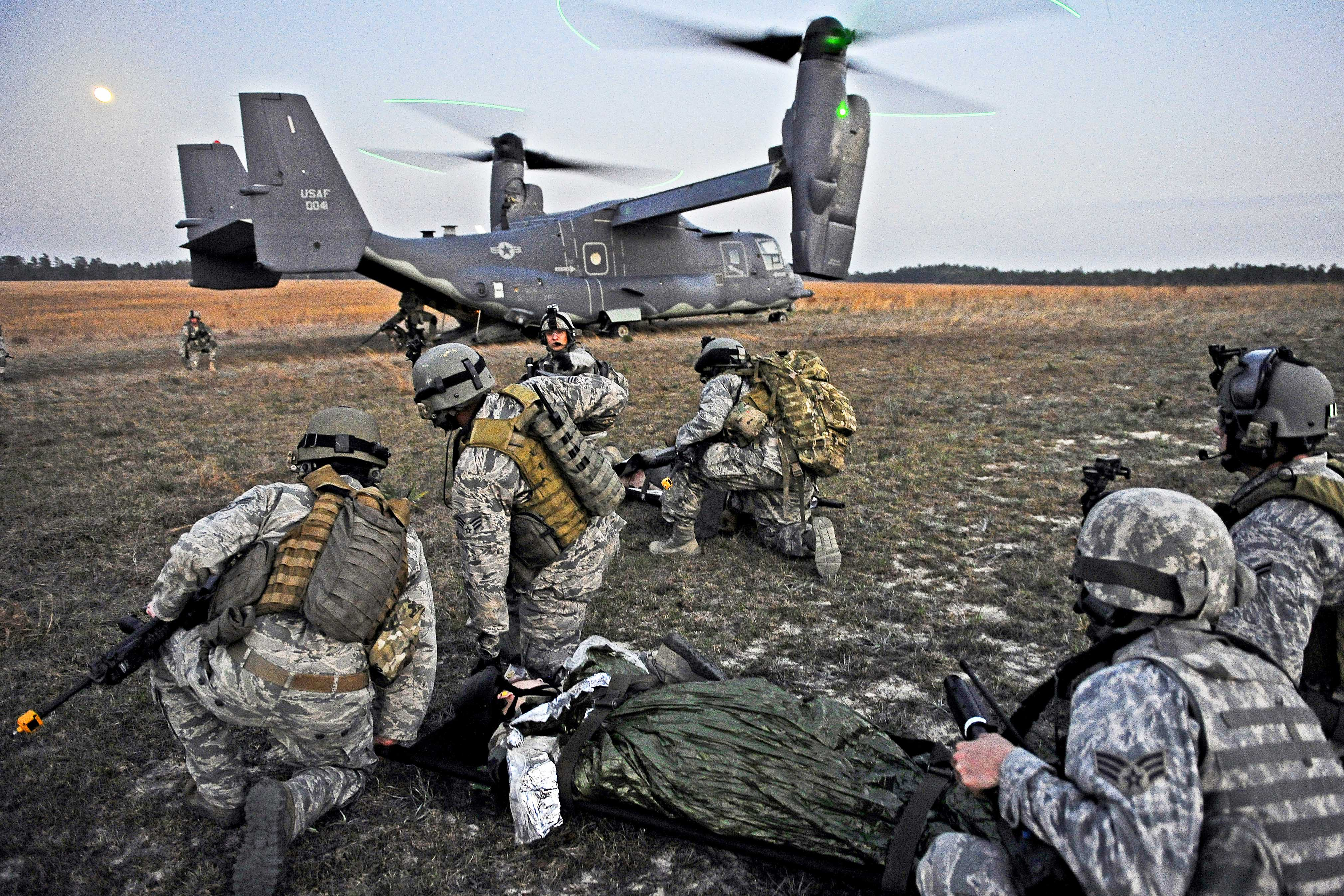
CV-22B užívaný USAF během cvičení.